# Hunger
Hunger este un film românesc din 2009 regizat de Alexei Pătrașcu.